# Wombat Divine
Wombat Divine ist ein Kinderbuch der australischen Autorin Mem Fox, das als Klassiker der weihnachtlichen Kinderliteratur in Australien gilt.

## Entstehung
Das Buch war eine Auftragsarbeit von Mem Fox für den Verlag Omnibus Books, der eine Weihnachtsgeschichte für Kinder publizieren wollte. Nach mehr als zwei Jahren vergeblicher Versuche entstand schließlich die 32-seitige Geschichte, mit Illustrationen von Kerry Argent, die 1995 erstmals in Australien veröffentlicht wurde. 1996 erschien die amerikanische Ausgabe.

## Inhalt
Die Geschichte handelt von einem Wombat, das begeistert am Krippenspiel teilnehmen will und für alle zu vergebenden Rollen vorspricht. Aus verschiedenen Gründen erweist es sich jedoch für jede als ungeeignet, so dass die Rollen mit anderen, typisch australischen Tieren besetzt werden. Schließlich wird Wombat als Jesuskind ausgewählt und seine Aufgabe besteht nun darin, möglichst still in der Krippe zu liegen. Dabei schläft Wombat wie ein richtiges Baby ein und spielt seine Rolle so zur Begeisterung aller perfekt. Das Buch endet mit dem Lob: "You were divine, Wombat." ("Du warst göttlich, Wombat.")

## Sonstiges
Im Jahr 2006 war Wombat Divine das Thema der jährlichen weihnachtlichen Schaufensterausstellung des Myer-Kaufhauses in Melbourne. Die Ausstellung animierter Puppen sorgte für Aufsehen, weil einige der mechanisch animierten Figuren so angeordnet waren, dass der Eindruck sexueller Handlungen entstand.
In einigen abgelegenen Lernzentren für indigene Australier war Wombat Divine 2005 das einzige Buch, das zur Vermittlung von Lesekompetenz verwendet wurde.